# ファドリン・ファドリン
ファドリン・ファドリン（Fadlin Fadlin、1989年10月29日 - ）はインドネシアの男子陸上競技選手。専門は短距離走。
神戸市で行われた2011年アジア陸上競技選手権大会で決勝で8位となっている。現在の4x100mリレー (他メンバーはスリョ・アグン・ウィボウォ、ファレル・オクタヴィアンディ、フランクリン・ラムセス・ブルミ)の国内記録の保持者でもある。